# Вахби аль-Бури
Вахби Ахмед аль-Бури араб. وهبي البوري‎ 23 января 1916 года — июнь 2010 года) — ливийский политик, дипломат, писатель, переводчик. Был министром иностранных дел Королевства Ливия с 1957 года по 1958 год, и с 1965 года по 1966 год. Также является первым ливийский министром нефти и постоянным представителем страны при ООН.
Вахби Ахмед аль-Бури был крупнейшим писателем, он был первым, пишущим в жанре новеллы в Ливии. Он также писал короткие очерки о истории и политике Ливии, писал научную литературу. Перевел с итальянского на арабский несколько книг о Ливии.